# Emilio Basavilbaso
Emilio Basavilbaso (Buenos Aires, 11 de septiembre de 1976) es un economista y político argentino. Entre diciembre de 2015 y el mismo mes de 2019 fue director de la ANSES. Antes se desempeñó como titular del Instituto de Vivienda de la Ciudad de Buenos Aires entre diciembre de 2011 y 2015. Es consultor internacional y profesor universitario. 

## Biografía
Es Licenciado en Economía Empresarial en la Universidad Torcuato Di Tella. Para agosto de 2018 bajo la gestión de Basavilbaso el Fondo de Garantía de Sustentabilidad registró pérdidas ese año.
  En 2019 la Unidad Fiscal de la Seguridad Social inició una investigación del Fondo de Garantía de Sustentabilidad.los haberes previsionales fue del 44%. Resultando una pérdida del 30 por ciento del poder adquisitivo.
En 2014 fue nombrado Jefe del IVC porteño, organismo encargado de la construcción de conjuntos habitacionales Durante su gestión el Estado porteño tercerizó la adjudicación de viviendas a la Asociación Civil Casa Amarilla 2005, que preside Diego Ortiz Basualdo, un dirigente del PRO vinculado a la barrabrava de Boca Juniors, en la lista de adjudicatarios de viviendas sociales aparecieron personas vinculadas a la barrabrava de Boca Juniors, varias personas de una misma familia que recibían más de una vivienda, entre otras irregularidades. en la lista de adjudicatarios de viviendas sociales aparecieronen la lista de adjudicatarios de vibiendas sociales aparecieron personas vinculadas a la barrabrava de Boca Juniors, varias personas de una misma familia que recibían más de una vivienda, entre otras irregularidades. Sólo un 20 por ciento eran habitantes de La Boca.  A estas irregularidades se sumó que varios de los beneficiarios usaron el mismo domicilio, Irala 170. Entre los adjudicatarios se encontró gran cantidad de barrabravas del club Boca Juniors y familiares de funcionarios porteños.
Varias personas de una misma familia que recibían más de una vivienda. Solo un 20 por ciento eran habitantes de La Boca. A esto se sumó que varios de los beneficiarios usaron el mismo domicilio Funcionarios del IVC fueron amenazados por ese entonces  Varios vecinos recibieron sus viviendas por parte de los distintos programas de vivienda.
En 2017 junto con el exministro de Finanzas, Luis Caputo; y otros dos exfuncionarios que condujeron el Fondo de Garantía de Sustentabilidad (FGS) se investigaron operaciones de lavado de activos con los activos financieros del Fondo de Garantía de Sustentabilidad de la Anses.
En 2019 la Unidad Fiscal de delitos sobre la Seguridad Social inició una investigación contra Emilio Basavilbaso por irregularidades en el manejo del Fondo de Garantía de Sustentabilidad, incluyendo las graves fallas en la administración y control del dinero de los jubilados. Siendo acusado por defraudación y malversación agravada. También se vio involucrado en denuncias por evasión de aportes previsionales y negociados y transferencias de fondos a IECSA, la empresa que era del Grupo Macri, que pasó luego a manos de Ángelo Calcaterra, primo del presidente Mauricio u el empresario macrista Marcelo Mindlin.